# Tipo ideal

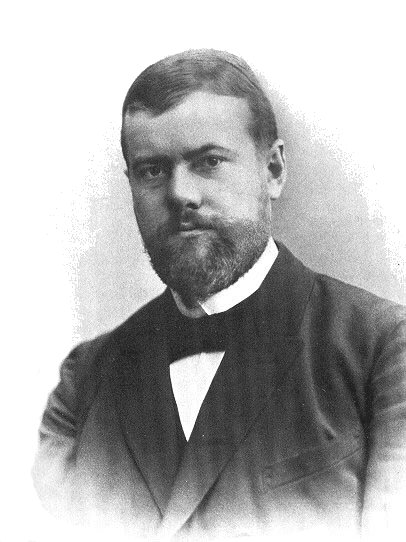
Weber, criador do Tipo ideal

Tipo ideal (do  alemão Idealtyp) ou tipo puro é um termo comumente associado ao sociólogo Max Weber (1864-1920). Na concepção de Weber é um instrumento de análise sociológica para o entendimento da sociedade por parte do cientista social com o objetivo de criar tipologias puras, destituídas de tom avaliativo, de forma a oferecer um recurso analítico baseado em conceitos, como o que é religião, burocracia, economia, capitalismo, dentre outros.
Uma das principais características do tipo ideal não é o fato de que não corresponde à realidade, e sim, o de que pode ajudar em sua compreensão, estabelecido de forma racional, porém com base nas escolhas pessoais anteriores daquele que está analisando. É então um conceito teórico abstrato criado com base na realidade-indução, servindo como um "guia" na variedade de fenômenos que ocorrem na realidade; por se basear na indução, dá "ênfase na caracterização sistemática dos padrões individuais concretos (característica das ciências humanas) opõe a conceituação típico-ideal à conceituação generalizadora, tal como esta é conhecida nas ciências naturais", fazendo oposição ao método comparativo dos positivistas como Émile Durkheim.

## Contexto histórico e método compreensivo

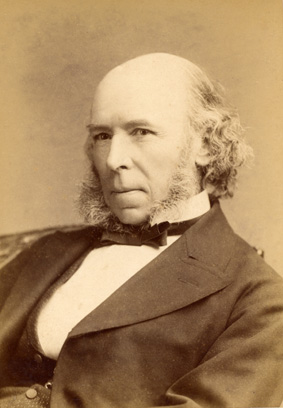
Spencer, símbolo do evolucionismo, conceito negado nos tipos ideais

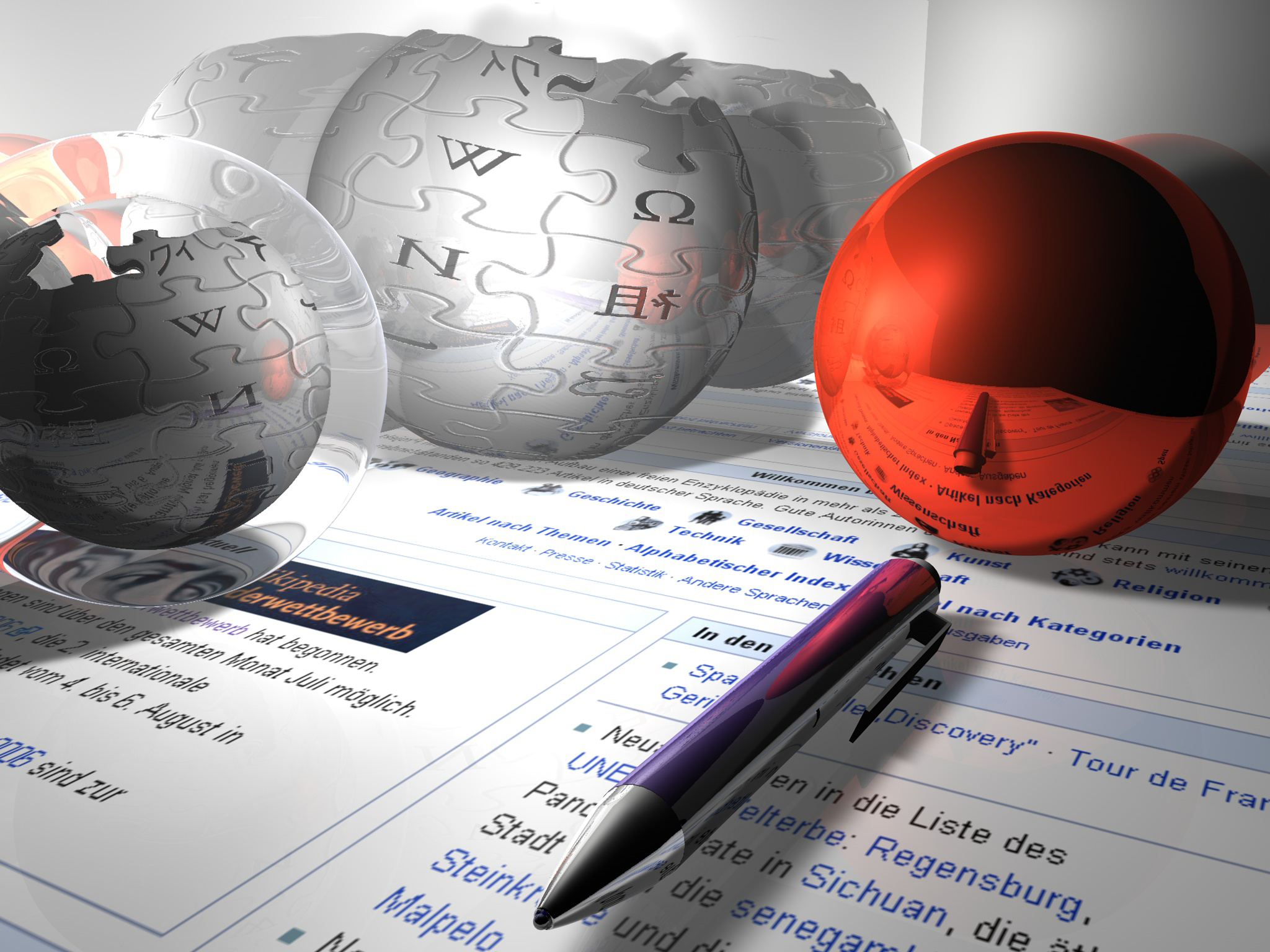
A realidade para Weber é como uma esfera: com infinitos pontos incogniscíveis

Weber sistematiza sua metodologia sociológica partindo da perspectiva de que o caráter particular e específico de cada formação social e histórica deve ser respeitado. Suas formulações podem ser vistas como produtos de seu contexto, visto que somente ao início do século XIX a Alemanha passava pelo seu processo de industrialização — tardiamente quando comparado à expansão urbana e formação da burguesia industrial na Inglaterra e na França ainda no século XVIII; onde floresceram o Positivismo, e o Evolucionismo, resultando em uma metodologia sociológica voltada aos anseios da sociedade industrial, e a ela adaptada.
Pode-se dizer que enquanto Comte se valia dos preceitos das chamadas ciências "naturais", como a Biologia, Física e Matemática, em outras palavras como exemplo: darwinismo, mecanicismo e racionalismo; na Alemanha a Sociologia ali surginte estaria sob influências de outras correntes, que visavam anseios menos expansionistas, e lançando mão das ciências humanas, tal como a Antropologia.
Uma dessas correntes filosóficas é o Historicismo, que após Hegel foi bastante influente na Alemanha, especialmente dentro de seu Idealismo, e mais tarde presente também em Marx e seu Materialismo histórico-dialético. Portanto, o Historicismo como outras escolas filosóficas germânicas, propunham um contexto ao que Weber, para elaborar o tipo ideal como instrumento de seu método, preconizava a preocupação com o estudo das evidências particulares e compreensão das mesmas, em oposição à generalização e comparação presentes em Comte e Durkheim, próprias da sociologia positivista.
Para Weber portanto, o historiador, ou o sociólogo, jamais trabalha com a totalidade dos fatos históricos, baseando-se na coleta de dados e no esforço interpretativo  das fontes, lida portanto com dados esparsos e fragmentários. Propondo para essa análise o método compreensivo, isto é, um esforço interpretativo do passado e de sua repercussão nas características peculiares das sociedades contemporâneas.
Neste âmbito, o tipo ideal surge como forma de compreender a realidade, mas sem de fato corresponder a ela, já que a realidade, não seria possível de ser alcançada em sua totalidade. Igualmente não seria alcançada a neutralidade total e objetiva do cientista, pois este é guiado pelos seus sentimentos, por suas escolhas subjetivas e seus valores.

## Tarefa do cientista

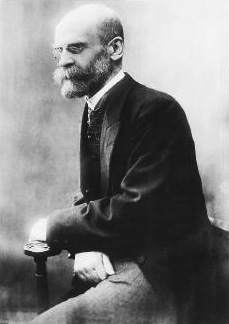
Durkheim, figura contemporânea de Weber que faz oposição à metodologia weberiana

As bases sólidas para tornar a Sociologia uma ciência; estavam portanto preocupados com a objetividade e rigor científico com que o cientista social estudaria determinado aspecto da sociedade. Durkheim enxerga a sociedade como algo muito mais complexo do que a simples soma dos indivíduos que a compõem, ele vê a sociedade como algo exterior ao homem enquanto estudioso, devendo ser analisado sob ótica rigorosa livre de pré-noções e preconceitos.
Weber tenta resolver tal questão de uma maneira menos dedutiva, dando maior importância ao processo empírico - tomando cada fato significativo em sua especificidade, fato este escolhido de acordo com os valores do cientista; eis aqui mais um ponto de influência do historicismo, o qual afirma que 
Para compreender correctamente uma doutrina do passado, é necessário que esteja inserida no seu contexto histórico e cultural— Karol Józef Wojtyła
Contudo, captar uma realidade cultural infinita, que "considerasse todas as circustâncias ou variáveis envolvidas num determinado acontecimento, torna-se uma pretensão inatingível". Exatamente por isso, o cientista deve escolher de acordo com sua significância subjetiva, isolando da “imensidade absoluta, um fragmento ínfimo”.